# 吉林双阳农村商业银行
吉林双阳农村商业银行，全称“吉林双阳农村商业银行股份有限公司”，是一家位于中国吉林省长春市双阳区的农村商业银行。

## 历史
前身是双阳县的农村信用合作社，成立于1959年。长春市双阳区农村信用合作联社。2012年12月24日中国银行业监督管理委员会吉林监管局（吉林银监局）批准该行开业，注册资本25,000万元人民币。2012年12月26日在双阳区宾馆礼堂举办开业揭牌仪式。

## 网点分布
设有16家支行。